# Northern Rly. Colony
Northern Rly. Colony là một thị trấn thống kê (census town) của quận Kanpur Nagar thuộc bang Uttar Pradesh, Ấn Độ.

## Nhân khẩu
Theo điều tra dân số năm 2001 của Ấn Độ, Northern Rly. Colony có dân số 29.708 người. Phái nam chiếm 56% tổng số dân và phái nữ chiếm 44%. Northern Rly. Colony có tỷ lệ 67% biết đọc biết viết, cao hơn tỷ lệ trung bình toàn quốc là 59,5%: tỷ lệ cho phái nam là 73%, và tỷ lệ cho phái nữ là 59%. Tại Northern Rly. Colony, 12% dân số nhỏ hơn 6 tuổi.